# Анушаускас, Арвидас
Арвидас Анушаускас (лит. Arvydas Anušauskas; род. 29 сентября 1963, Вильнюс) — литовский историк, специализирующийся на истории литовских спецслужб в межвоенный период, действиях КГБ СССР в Литве и сталинских репрессиях, сценарист, писатель, офицер Добровольческих сил Литовской армии, политический и государственный деятель. Министр национальной обороны Литвы с 7 декабря 2020 по 16 марта 2024 года. Депутат Сейма Литвы с 17 ноября 2008 года от партии «Союз Отечества — Литовские христианские демократы».

## Биография
Арвидас Анушаускас родился 29 сентября 1963 года в Вильнюсе, столице Литовской ССР.
В 1981 году окончил Вильнюсскую среднюю школу № 34 (ныне Вильнюсская основная школа 13 января). С 1981 по 1982 год Анушаускас учился в Вильнюсском профессионально-техническом училище № 21 (ныне Вильнюсский технологический и инженерный учебный центр, TECHIN). Осенью 1982 года поступил в Вильнюсский университет, где в 1989 году получил степень магистра истории. В 1995 году Анушаускас получил степень доктора гуманитарных наук в Университете Витаутаса Великого.
В 1983—1985 годах служил в рядах Советской армии. В 1990 году, после провозглашения независимости Литвы, вступил в Добровольческие силы охраны края. В 1995 году получил звание лейтенанта запаса.
Анушаускас был научным сотрудником Института истории Литвы с 1989 по 2000 год. С 1996 по 1997 год работал приглашённым доцентом на гуманитарном факультете Университета Витаутаса Великого. С 1996 по 2006 год Анушаускас был доцентом исторического факультета Вильнюсского педагогического университета (ныне Академия просвещения университета Витовта Великого). С 1998 по 2007 год возглавлял Центр исследования геноцида и сопротивления Литвы (LGGRTC), являлся научным редактором научного журнала «Геноцид и сопротивление» (Genocidas ir rezistencija). Параллельно с этой должностью продолжал академическую работу. С 2002 по 2007 год работал приглашённым доцентом Института международных отношений и политических наук Вильнюсского университета, а с 2002 по 2008 год — доцентом исторического факультета Вильнюсского университета.
Анушаускас — автор и соавтор множества книг по истории и 14 сценариев документальных фильмов, а также около 100 исследований и статей, опубликованных в научных изданиях Литвы, Польши, Латвии, Франции и Германии. Его первое исследование литовских спецслужб в межвоенный период было опубликовано в 1993 году.
В последние годы он написал и опубликовал книги: «Террор» (Teroras), «КГБ. Совершенно секретно» (KGB. Visiškai slaptai), «Литовская разведка» (Lietuvos žvalgyba), «Измена. Дневники Маркулиса» (Išdavystė. Markulio dienoraščiai) о профессоре Юозасе Маркулисе, «Шпион президента — две жизни» (Prezidento žvalgas — du gyvenimai), «Я — Ванагас» (Aš esu Vanagas) о Адольфасе Раманаускасе, известном как Ванагас, «Забытая посадка» (Užmirštas desantas), «Красный террор» (Raudonasis teroras).

## Политическая карьера
Анушаускас вступил в правоцентристскую партию «Союз отечества (Консерваторы Литвы)» (ныне «Союз Отечества — Литовские христианские демократы») в 2007 году.
Является членом Международной комиссии по оценке преступлений нацистского и советского оккупационных режимов в Литве.
Активно ведёт личную страницу в Фейсбуке ранее посвящённую работе на посту министра, ныне как депутат сейма публикует различную информацию о политической, военной обстановке в Литве и мире. Отвечает на вопросы в комментариях.

### Депутат сейма

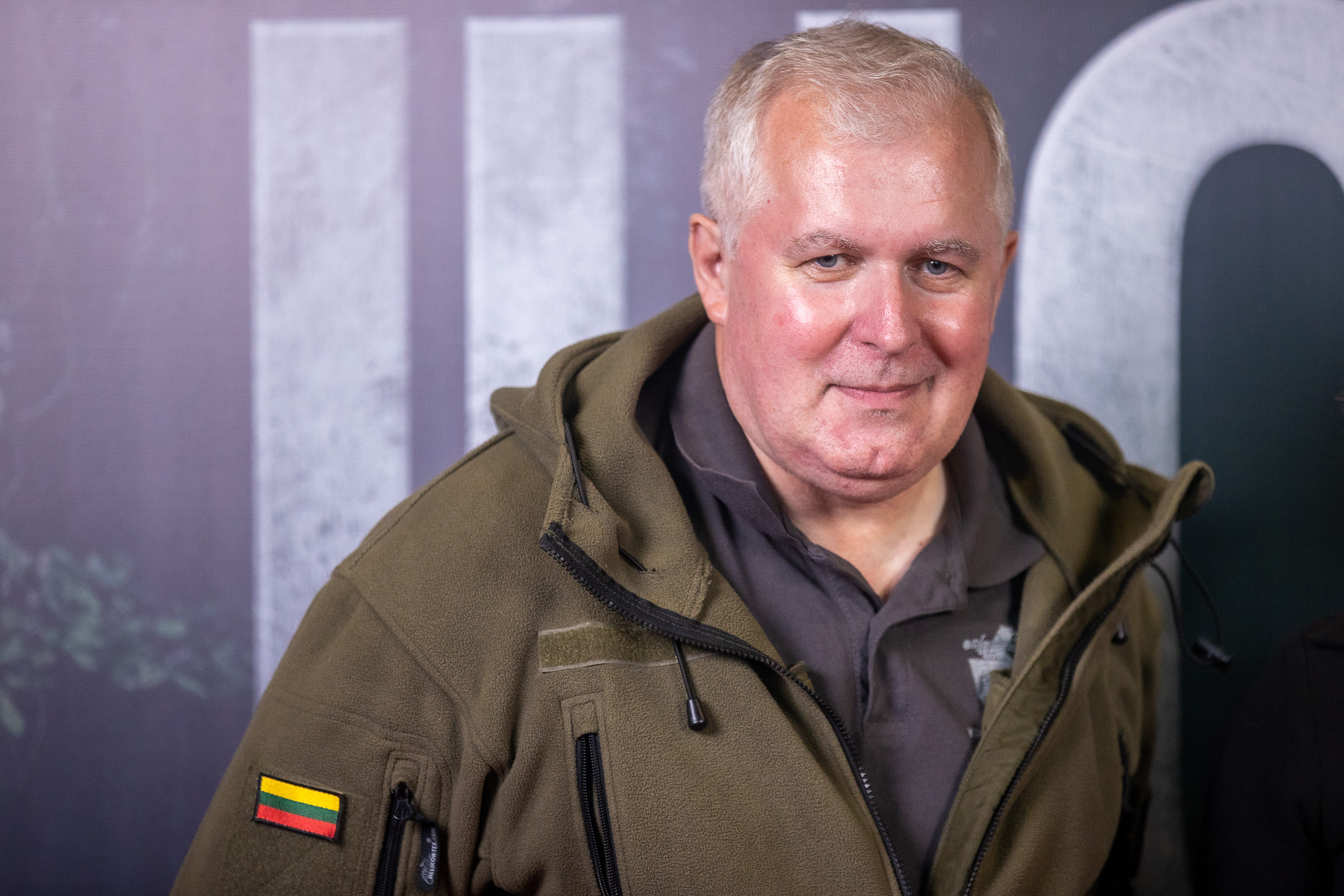
В сентябре 2023 года.

Баллотировался от «Союза отечества (Консерваторы Литвы)» на парламентских выборах 2004 года в округе № 33 Шилале-Шилуте.
По результатам выборов 2008 года избран в Сейм и с тех пор трижды (в 2012, 2016 и 2020 годах) переизбирался. В X Сейме (2008—2012) занимал должность председателя Комитета национальной безопасности и обороны, являлся членом Комиссии по правам и делам участников сопротивления оккупационным режимам и лиц, пострадавших от оккупации, членом Комиссии по парламентскому контролю за оперативной деятельностью, членом делегации Сейма в Парламентской ассамблее НАТО. В XI Сейме (2012—2016) являлся членом Комитета национальной безопасности и обороны, членом Комиссии по борьбе с коррупцией. В XII Сейме (2016—2020) являлся членом Комитета национальной безопасности и обороны, заместителем председателя Комиссии по парламентскому надзору за криминальной разведкой, членом Комиссии по государственной исторической памяти (2017—2018), членом Комиссии по борьбе за свободу и государственной исторической памяти (2018—2020), заместителем председателя делегации Сейма в Парламентской ассамблее НАТО (2019—2020). В 2020—2023 годах являлся членом Комитета по образованию и науке. Является членом Комитета по правопорядку, а также членом многих парламентских групп.

### Министр национальной обороны

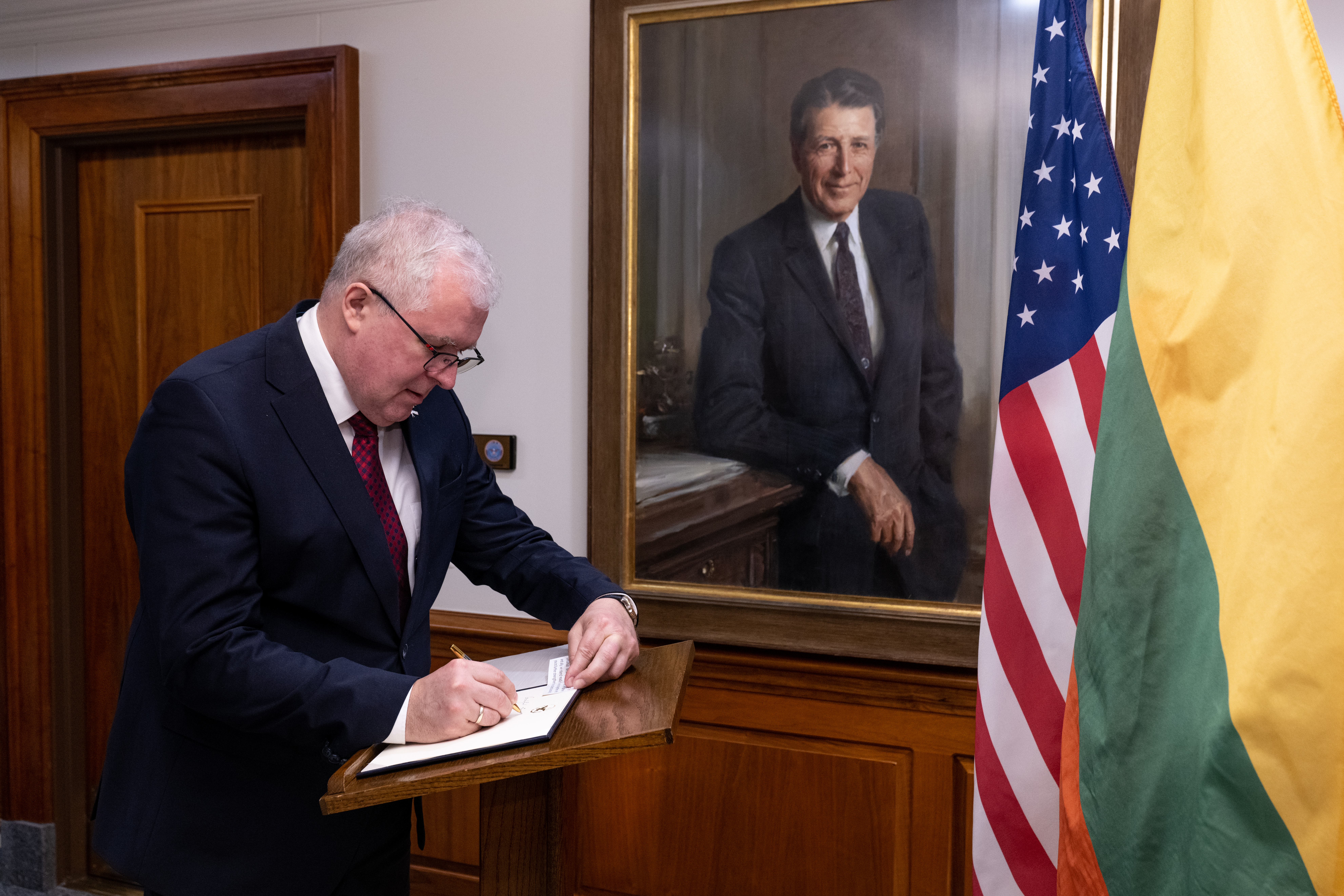
Анушаускас подписывается в гостевой книге Пентагона во время визита в США.

7 декабря 2020 года назначен министром национальной обороны Литвы в правительстве под руководством премьер-министра Ингриды Шимоните. Анушаускас выступает за повышение военных расходов республики, модернизацию и увеличение численности литовских вооружённых сил, а также приверженность блоку НАТО.
Так во время нахождения на должности Анушаускаса принята обновленная и предложенная программа «Развитие системы охраны края» предусматривающая развитие Войска Литовского в промежуток между 2021 и 2030 годами с введением в состав сухопутных сил — первой пехотной дивизии, закупку необходимого тяжёлого вооружения, так будучи министром активно выступает за полную интеграцию танков и прочей тяжёлой техники, что подверглось критике и служебному расследованию связанному с опубликованной министром информацией относительно выбора Литвой определённого типа основного боевого танка (Леопард 2а8) у конкретного производителя на стадии конкурса производителей что могло быть нарушением государственной тайны — однако позднее следствие установило факт отсутствия нарушений в публикациях министра.
При нахождении в должности Анушаускаса было утверждено новое воинское звание — полный генерал/адмирал.
Является активным сторонником военной-политической и экономической помощи Украине в российско-украинской войне. Посещал Украину с рабочими визитами до начала Полномасштабного вторжения в 2022 году так и во время конфликта. Участвовал в Контактной группе по обороне Украины.
Согласно данным опроса газеты «Летувос ритас» за 1 марта 2024 года, Арвидас Анушаускас занял первое место среди политиков правящей коалиции и занял третье место среди самых популярных политиков Литвы уступив 9-му президенту Литвы Гитанасу Науседе (беспартийному) и председательнице оппозиционной Социал-демократической партии Литвы Вилии Блинкявичюте.
16 марта 2024 года подал в отставку в связи с несогласием по предложению 34-го премьер-министра Литвы Ингриды Шимоните передать полномочия министра тогдашнему председателю Комитета национальной безопасности и обороны Сейма Лауринасу Касчюнасу после чего занять его должность в комитете. 25 марта 2024 года прекратил исполнение обязанностей министра.
После отставки публично заявил о попытках нарушения антикоррупционного законодательства и лоббизме со стороны действующего Сейма в отношении Министерства национальной обороны, оказывая давление во время переговоров о закупках и совместной работе Министерства национальной обороны и Службы специальных расследований Литвы в антикоррупционной сфере.
Участвовал в выборах европарламента в 2024 году от партии «Союз Отечества — Литовские христианские демократы» под восьмым номером — избран не был.

## Личная жизнь
Жена — Лина Анушаускене (Lina Anušauskienė, урождённая Булановайте), сын — Мартинас-Ляонас Анушаускас (Martynas Leonas Anušauskas).

## Награды
Награждён Премией «Pragiedruliai» Литовского национального радио и телевидения (2007), Почётным знаком МИД Литвы «Звезда литовской дипломатии» (2012), 4-й степенью ордена Креста земли Марии (государственной наградой Эстонии, 2013), рыцарским крестом ордена «За заслуги перед Литвой» (2018), орденом князя Ярослава Мудрого III степени (2022, Украина).